# لينارت بنغتسون
لينارت بنغتسون (بالسويدية: Lennart Bengtsson)‏ هو عالم أرصاد سويدي، ولد في 5 يوليو 1935 في ترولهتان في السويد.